# Brigada Internacional de Liberación
La Brigada Internacional de Liberación, Batallón Internacional de Liberación o Batallón Internacional de la Libertad (en turco: Enternasyonalist Özgürlük Taburu; en kurdo: Tabûra Azadî ya Înternasyonal; en árabe: تابور الحرية العالمي‎; y en inglés: International Freedom Battalion; comúnmente abreviadas como IFB o EÖT) es una unidad militar compuesta por voluntarios extranjeros de diferentes organizaciones de izquierdas que participan en la guerra civil siria junto a las milicias kurdas de las Unidades de Protección Popular y las Unidades Femeninas de Protección en fidelidad al Kurdistán sirio en apoyo de la Revolución de Rojava, enfrentándose al Estado Islámico.
La brigada fue anunciada el día 10 de junio de 2015 la ciudad fronteriza con Turquía, Ras al-Ayn como un frente entre diferentes partidos políticos de izquierda kurdo-turcos y sus respectivos brazos armados por el MLKP, partido que participa en el conflicto en Rojava y en el Kurdistán iraquí desde 2012 ganando gran notoriedad en la batalla de Kobane en Siria y en Sinyar, Irak por su activa participación el la lucha contra Estado Islámico y en defensa de la minoría kurda yazidí.
La unidad ha sido inspirada por las Brigadas internacionales que participaron en la guerra civil española de 1936 en defensa de la II República española contra los sublevados.
La ideología política de la brigada es la izquierda revolucionaria antifascista, y entre sus combatientes se destaca una gran mayoría de seguidores de corrientes tales como el marxismo-leninismo, el antirrevisionismo y el maoísmo. Sin embargo, también hay entre ellos una notable cantidad de combatientes anarcocomunistas y feministas.

## Historia

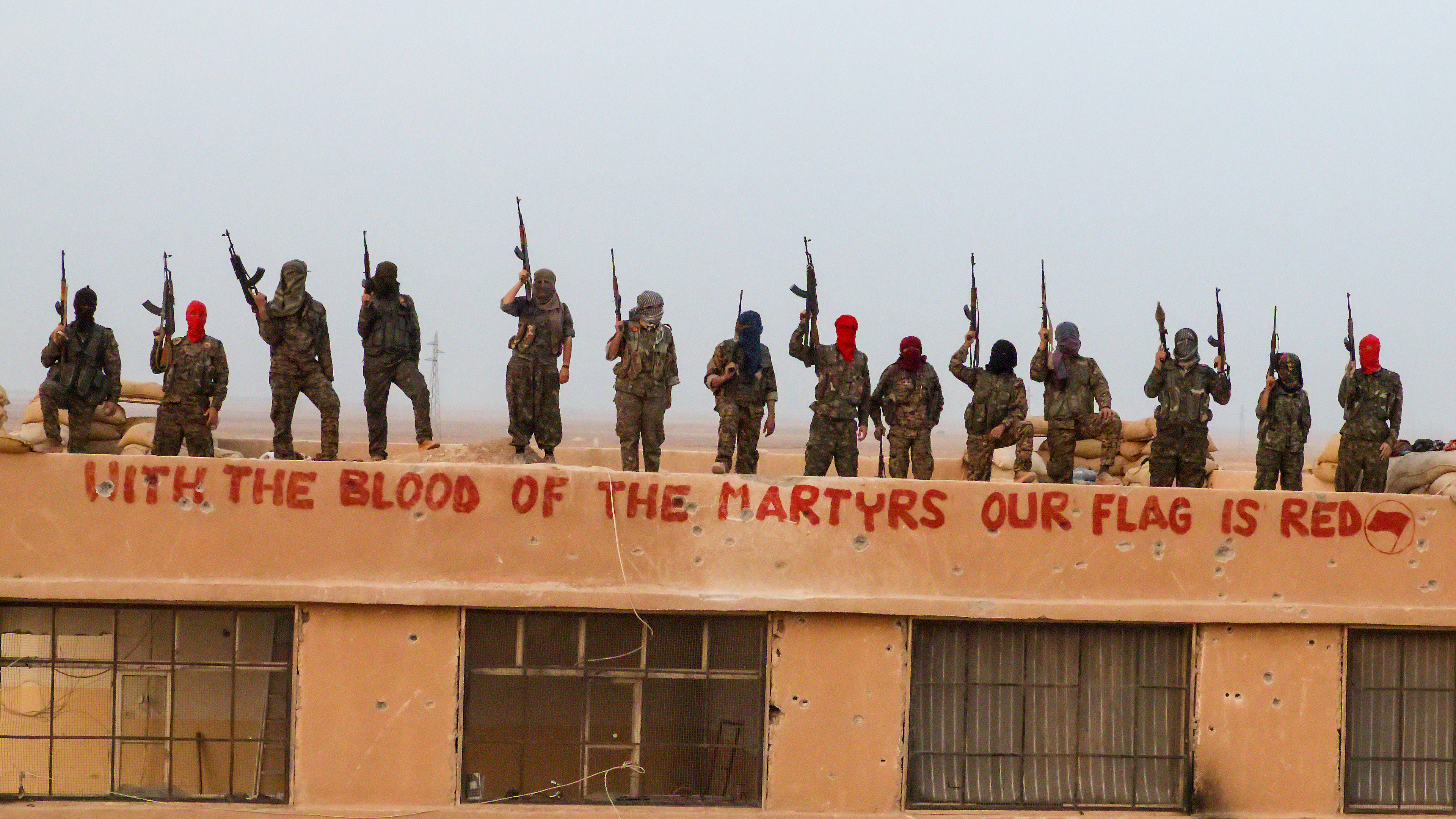
Combatientes del IFB portando fusiles AKM y lanzacohetes RPG-7.

La Brigada Internacional de Liberación fue creada por miembros de distintas organizaciones políticas armadas de extrema izquierda kurdo-turcas, la mayor parte de estos afiliados ya habían combatido en diferentes batallas y enfrentamientos en el Frente de Rojava como milicianos voluntarios de las YPG antes de la creación de la unidad.
Entre las organizaciones que fundaron la Brigada se encuentran el Partido Comunista Marxista–Leninista de Turquía (MLKP por su acrónimo en turco), dos delegados y combatientes del partido español actualmente ilegalizado Partido Marxista-Leninista (Reconstrucción Comunista), representantes de Türkiye Komünist Emek, TKP/ML TİKKO, y la milicia Devrimci Karargâh, las Fuerzas Unidas de Liberación (Birleşik Özgürlük Güçleri) y la organización griega Unión Revolucionaria por la Solidaridad Internacionalista (traducido del griego: Επαναστατικός Σύνδεσμος Διεθνιστικής Αλληλεγγύης) esta última de tendencia anarquista, comunista libertaria.
Turquía acusó a la brigada de ser un «grupo terrorista internacional». Dichas acusaciones fueron respondidas por la brigada en un comunicado oficial publicado el 9 de septiembre de 2016 desde Manbij, donde la brigada se encuentra operando desde el 4 de septiembre para defender la ciudad de la incursión turca en la Ofensiva de Yarabulus.

## Grupos
| Brigada                      | Ideología                            | Miembro desde |
| ---------------------------- | ------------------------------------ | ------------- |
| MLKP                         | Marxismo-leninismo antirrevisionismo | 2015          |
| MLKP/KKÖ                     | Marxismo-leninismo feminismo         | 2017          |
| TKP/ML TİKKO                 | Marxismo-leninismo maoísmo           | 2015          |
| BÖG                          | Socialismo revolucionario            | 2015          |
| KÖG                          | Feminismo                            | 2015          |
| THKP-C MLSPB                 | Marxismo-leninismo                   | 2015          |
| PML-Reconstrucción Comunista | Marxismo-leninismo hoxhaísmo         | 2015 a 2018   |
| TKEP/L                       | Marxismo-leninismo                   | 2015          |
| Devrimci Karargâh            | Marxismo-leninismo guevarismo        | 2015 a 2017   |
| RUIS                         | Anarquismo                           | 2015          |
| Bob Crow Brigade             | Sindicalismo revolucionario          | 2016          |
| Henri Krasucki Brigade       | Sindicalismo revolucionario          | 2016          |
| IRPGF                        | Anarquismo especifismo               | 2017 a 2018   |
| TQILA                        | Anarquismo LGBT                      | 2017 a 2018   |
| Tekoşîna Anarşîst            | Anarquismo especifismo               | 2017          |